# Косьє ван Ворн
Косьє ван Ворн (нід. Koosje van Voorn, 15 січня 1935, Гронінген — 5 серпня 2018, Схевенінген, Гаага) — нідерландська плавчиня.
Срібна медалістка Олімпійських Ігор 1952 року.
Бронзова медалістка літньої Універсіади 1959 року.

## Життєпис
Косьє ван Ворн почала займатися плаванням у підлітковому віці в клубі «DZN» з Гронінгена. У 17 років вона пройшла кваліфікацію до олімпійської збірної Нідерландів у Гельсінкі-1952, де вибула в півфіналі на дистанції 100 м вільним стилем в одиночних змаганнях. У складі команди Нідердандів вона здобула срібну медаль в естафеті 4x100 метрів вільним стилем серед жінок.
Під час навчання в Університеті вона брала участь в Універсіаді 1959 року в Турині і стала там бронзовою призеркою на дистанції 100 метрів вільним стилем. Також членом збірної Нідерландів в Італії був Піт тен Тіє, за якого вона вийшла заміж у 1961 році. Її чоловік був чотириразовим чемпіоном Нідерландів (400 м, 1500 м вільним стилем). Пізніше Ван Воорн і Тен Тіє жили в Німеччині та Індонезії через те, що Тен Тіє працював у Shell, але потім вони повернулися до Нідерландів.